# RD-263
Le RD-263 (indice GRAU 15D117) est un moteur-fusée à ergols liquides, brûlant du N2O4 et de l'UDMH selon le cycle à combustion étagée riche en oxydant. Quatre moteurs RD-263 forment un module de propulsion RD-264 (indice GRAU 15D119). Pour le missile R-36M, KB Ioujnoïe commanda seulement la propulsion du premier étage à Energomach, au lieu des deux étages, prétextant qu'ils étaient surchargés par le développement du RD-270. En avril 1970, Ioujnoïe a reçu la documentation du moteur. Fin 1972, Energomash commença les tests de mise à feu des moteurs sur son banc d'essais. Et en septembre 1973, le moteur fut certifié pour le vol. Bien que le moteur ne soit plus en production, le missile R-36 et la fusée Dnepr restent opérationnels en 2015.

## Versions
Les versions suivantes ont été développées :
- RD-263 (indice GRAU : 15D117) : version initiale utilisée sur le premier étage des missiles R-36M et R-36MUTTKh (15А14 et 15A18)[1],[2].
- RD-268 (indice GRAU : 15D168) : variante utilisée sur le premier étage des missiles MR-UR-100 Sotka (15А15) et MR-UR-100UTTKh (15A16)[2],[6],[7],[8].
- RD-273 (ou RD-263F) : version améliorée basée sur le projet d'amélioration RD-263F. Version utilisée sur le premier étage du missile R-36M2 (15A18M) et (15A18M2)[7],[9],[10],[11].

| Moteur-fusée                   | RD-263 | RD-268 | RD-273 |
| ------------------------------ | --- | --- | --- |
| Autre nom                      | 15D117 | 15D168 | RD-263F |
| Module de propulsion           | RD-264 | N/A | RD-274 |
| Développement                  | 1969-1975 | 1970-1976 | 1982-1988 |
| Type de moteur                 | Moteur-fusée à ergols liquides à cycle à combustion étagée riche en oxydant brûlant des ergols N2O4/UDMH avec un rapport O/C de 2,67 | Moteur-fusée à ergols liquides à cycle à combustion étagée riche en oxydant brûlant des ergols N2O4/UDMH avec un rapport O/C de 2,67 | Moteur-fusée à ergols liquides à cycle à combustion étagée riche en oxydant brûlant des ergols N2O4/UDMH avec un rapport O/C de 2,67 |
| Pression chambre de combustion | 20,6 MPa | 22,6 MPa | 22,6 MPa |
| Poussée (vide)                 | 1 130 kN | 1 240 kN | 1 240 kN |
| Poussée (niveau de la mer)     | 1 040 kN | 1 130 kN | 1 130 kN |
| Isp (vide)                     | 318 s | 318,5 s | 318 s |
| Isp (niveau de la mer)         | 293 s | 295,6 s | 296 s |
| Longueur                       | 2 150 mm | 2 150 mm | 2 150 mm |
| Largeur                        | 1 080 mm | 1 083 mm | 1 080 mm |
| Masse à vide                   | 870 kg | 770 kg | Inconnue |
| Utilisation                    | étage central du R-36M (15А14) et du R-36MUTTKh (15A18)                                                                              | premier étage du MR-UR-100 Sotka (SS-17 Spanker) (15А15) et du MR-UR-100UTTKh (15A16)                                                | premier étage du R-36M2 (15A18M) et (15A18M2)                                                                                        |
| Statut                         | Production achevée | Retiré | Retiré |
| Références                     | , | , | , |

## Modules
Certains de ces moteurs sont rassemblés dans des modules de moteurs multiples. Les modules correspondants sont :
- RD-264 (indice GRAU 15D119) : module composé de quatre RD-263. Module de propulsion du premier étage des missiles R-36M et R-36MUTTKh (15А14 et 15A18)[2],[5]
- RD-274 (indice GRAU ?) : module composé de quatre RD-273. Module de propulsion du premier étage du missile R-36M2 (15A18M) et (15A18M2)[7],[11],[14]